# Herman (condado de Sheboygan, Wisconsin)
Herman es un pueblo ubicado en el condado de Sheboygan en el estado estadounidense de Wisconsin. En el Censo de 2010 tenía una población de 2.151 habitantes y una densidad poblacional de 24,45 personas por km².

## Geografía
Herman se encuentra ubicado en las coordenadas 43°51′19″N 87°51′46″O / 43.85528, -87.86278. Según la Oficina del Censo de los Estados Unidos, Herman tiene una superficie total de 87.98 km², de la cual 87.41 km² corresponden a tierra firme y (0.65%) 0.57 km² es agua.

## Demografía
Según el censo de 2010, había 2.151 personas residiendo en Herman. La densidad de población era de 24,45 hab./km². De los 2.151 habitantes, Herman estaba compuesto por el 92% blancos, el 3.02% eran afroamericanos, el 0.09% eran amerindios, el 1.49% eran asiáticos, el 0.19% eran isleños del Pacífico, el 1.63% eran de otras razas y el 1.58% pertenecían a dos o más razas. Del total de la población el 3.35% eran hispanos o latinos de cualquier raza.